# Władimir Iwanow (motocyklista)
Władimir Anatoljewicz Iwanow (ros. Владимир Анатольевич Иванов, urodzony 25 stycznia 1983 w Leningradzie) – rosyjski motocyklista startujący w seriach Moto2 i Supersport. W latach 2010–2011 ścigał się na licencji ukraińskiej.
W sezonie 2010 startował w MMŚ w klasie Moto2, a najlepszym jego wynikiem było 14. miejsce podczas GP Niemiec.
W latach 2006–2007, 2011 i 2013 brał udział w zawodach serii World Superbike w klasie Supersport, gdzie zaliczył łącznie 39 wyścigów i zdobył 30 punktów, a najlepszym jego wynikiem jest 9. miejsce, które Iwanow uzyskał podczas wyścigu na Monzy w 2013 roku.
Iwanow w WSBK startował z numerem 60 (2006-2007, 2011) i 6 (2013), a w Moto2 z 61.

## Statystyki

### Supersport World Championship

#### Podsumowanie
| Sezon | Motocykl             | Wyścigi | Zw. | Podia | PP | NO | Pkt | Mj |
| ----- | -------------------- | ------- | --- | ----- | -- | -- | --- | -- |
| 2006  | Yamaha YZF-R6        | 12      | 0   | 0     | 0  | 0  | 0   | NC |
| 2007  | Yamaha YZF-R6        | 12      | 0   | 0     | 0  | 0  | 0   | NC |
| 2011  | Honda CBR600RR       | 9       | 0   | 0     | 0  | 0  | 12  | 20 |
| 2013  | Kawasaki Ninja ZX-6R | 6       | 0   | 0     | 0  | 0  | 18  | 21 |
| Razem |                      | 39      | 0   | 0     | 0  | 0  | 30  |    |

### MotoGP

#### Podsumowanie
| Sezon | Klasa | Motocykl       | Wyścigi | Zw. | Podia | PP | NO | Pkt | Mj |
| ----- | ----- | -------------- | ------- | --- | ----- | -- | -- | --- | -- |
| 2010  | Moto2 | Moriwaki MD600 | 15      | 0   | 0     | 0  | 0  | 2   | 37 |
| Razem |       |                | 15      | 0   | 0     | 0  | 0  | 2   |    |

#### Wyniki
| Sezon | Motocykl       | Klasa | 1   | 2   | 3   | 4   | 5   | 6   | 7   | 8   | 9   | 10  | 11  | 12  | 13  | 14  | 15  | 16  | 17  | Punkty | Miejsce |
| ----- | -------------- | ----- | --- | --- | --- | --- | --- | --- | --- | --- | --- | --- | --- | --- | --- | --- | --- | --- | --- | ------ | ------- |
| 2010  | Moriwaki MD600 | Moto2 | QAT | ESP | FRA | ITA | GBR | NED | CAT | GER | CZE | IND | SMR | ARA | JPN | MYS | AUS | POR | VAL | 2      | 37      |
| 2010  | Moriwaki MD600 | Moto2 | 26  | 23  | 21  | NS  | 19  | 21  | 18  | 14  | 27  | NS  |     |     | 32  | NS  | 29  | 25  | 29  | 2      | 37      |